# Al-Amiriyah, Iordania
Al `Amiriyah (în arabă الأميرية ) este un oraș mic din guvernoratul Amman din nordul Iordaniei.